# 204873 FAIR
204873 FAIR este un asteroid din centura principală de asteroizi.

## Descriere
204873 FAIR este un asteroid din centura principală de asteroizi. A fost descoperit pe 17 septembrie 2007 la Taunus de Erwin Schwab și Rainer Kling. Asteroidul prezintă o orbită caracterizată de o semiaxă mare de 2,53 ua, o excentricitate de 0,12 și o înclinație de 3,0° în raport cu ecliptica.